# La Motte-de-Galaure
La Motte-de-Galaure là một xã thuộc tỉnh Drôme trong vùng Rhône-Alpes ở đông nam nước Pháp. Xã La Motte-de-Galaure nằm ở khu vực có độ cao 220 mét trên mực nước biển.
Sông Galaure chảy theo hướng tây nam qua phía nam thị trấn.